# Arthur Tyler
Pour les articles homonymes, voir Tyler.
Arthur Tyler, né le 26 juillet 1915 à Utica et mort le 23 août 2008 à Henderson, est un bobeur américain notamment médaillé de bronze olympique en 1956 et champion du monde en 1959.

## Carrière
Arthur Tyler est diplômé de physique à l'université du Michigan puis travaille à Rochester pour l'entreprise Kodak. Aux Jeux olympiques d'hiver de 1956 organisés à Cortina d'Ampezzo en Italie, lors de sa seule participation olympique, Tyler est médaillé de bronze en bob à quatre avec William Dodge, Charles Butler et James Lamy et sixième en bob à deux. Il remporte ensuite quatre médailles aux championnats du monde : l'argent en bob à deux et le bronze en bob à quatre en 1957 ainsi que l'or en bob à quatre et le bronze en bob à deux en 1959. Tyler utilise ses compétences en physique pour améliorer ses bobs, notamment leur aérodynamique. Après avoir quitté Kodak, il fonde plusieurs entreprises d'électronique.

## Palmarès

### Jeux olympiques
- : Médaillé de bronze en bob à 4 aux Jeux olympiques de 1956.

### Championnats monde
- : médaillé d'or en bob à 4 aux championnats monde de 1959.
- : médaillé d'argent en bob à 2 aux championnats monde de 1957.
- : médaillé de bronze en bob à 4 aux championnats monde de 1957.
- : médaillé de bronze en bob à 2 aux championnats monde de 1959.